# 10.ª etapa do Tour de France de 2022
A 10.ª etapa do Tour de France de 2022 teve lugar a 12 de julho de 2022 entre Morzine e Megève sobre um percurso de 148,1 km. O vencedor foi o dinamarquês Magnus Cort do EF Education-EasyPost e o esloveno Tadej Pogačar conseguiu manter a liderança um dia mais.

## Classificação da etapa
| Morzine - Megève | etapa escarpada | (148,1 km) |

| \| Classificação por etapas \| Classificação por etapas \| Classificação por etapas \| Classificação por etapas \| Classificação por etapas \| \| Ciclista \| Ciclista \| Equipe \| Tempo \| \| \| ------------------------ \| ------------------------ \| ---------------------------------- \| ------------------------ \| ------------------------ \| \| 1. \| Magnus Cort \| EF Education-EasyPost \| 3h18m50s \| \| \| 2. \| Nick Schultz \| BikeExchange-Jayco \| + 0s \| \| \| 3. \| Luis León Sánchez \| Bahrain Victorious \| + 7s \| \| \| 4. \| Matteo Jorgenson \| Movistar Team \| + 8s \| \| \| 5. \| Dylan van Baarle \| Ineos Grenadiers \| + 10s \| \| \| 6. \| Georg Zimmermann \| Intermarché-Wanty-Gobert Matériaux \| + 15s \| \| \| 7. \| Benjamin Thomas \| Cofidis \| + 18s \| \| \| 8. \| Andreas Leknessund \| Team DSM \| + 20s \| \| \| 9. \| Fred Wright \| Bahrain Victorious \| + 22s \| \| \| 10. \| Lennard Kämna \| Bora-Hansgrohe \| + 22s \| \| |                    |                                    |          |
| |                    |                                    |          |
| Fonte: ProCyclingStats |                    |                                    |          |
| Classificação por etapas |                    |                                    |          |
| Ciclista | Ciclista           | Equipe                             | Tempo    |
| 1. | Magnus Cort        | EF Education-EasyPost              | 3h18m50s |
| 2. | Nick Schultz       | BikeExchange-Jayco                 | + 0s     |
| 3. | Luis León Sánchez  | Bahrain Victorious                 | + 7s     |
| 4. | Matteo Jorgenson   | Movistar Team                      | + 8s     |
| 5. | Dylan van Baarle   | Ineos Grenadiers                   | + 10s    |
| 6. | Georg Zimmermann   | Intermarché-Wanty-Gobert Matériaux | + 15s    |
| 7. | Benjamin Thomas    | Cofidis                            | + 18s    |
| 8. | Andreas Leknessund | Team DSM                           | + 20s    |
| 9. | Fred Wright        | Bahrain Victorious                 | + 22s    |
| 10. | Lennard Kämna      | Bora-Hansgrohe                     | + 22s    |

## Classificações ao final da etapa

### Classificação geral(Maillot Jaune)
| \| Classificação geral \| Classificação geral \| Classificação geral \| Classificação geral \| Classificação geral \| \| Ciclista \| Ciclista \| Equipe \| Tempo \| \| \| ------------------- \| ------------------- \| ------------------- \| ------------------- \| ------------------- \| \| 1. \| Tadej Pogačar \| UAE Team Emirates \| 37h11m28s \| \| \| 2. \| Lennard Kämna \| Bora-Hansgrohe \| + 11s \| \| \| 3. \| Jonas Vingegaard \| Jumbo-Visma \| + 39s \| \| \| 4. \| Geraint Thomas \| Ineos Grenadiers \| + 1m17s \| \| \| 5. \| Adam Yates \| Ineos Grenadiers \| + 1m25s \| \| \| 6. \| David Gaudu \| Groupama-FDJ \| + 1m38s \| \| \| 7. \| Romain Bardet \| Team DSM \| + 1m39s \| \| \| 8. \| Thomas Pidcock \| Ineos Grenadiers \| + 1m46s \| \| \| 9. \| Enric Mas \| Movistar Team \| + 1m50s \| \| \| 10. \| Luis León Sánchez \| Bahrain Victorious \| + 1m50s \| \| |                   |                    |           |
| |                   |                    |           |
| Fonte: ProCyclingStats |                   |                    |           |
| Classificação geral |                   |                    |           |
| Ciclista | Ciclista          | Equipe             | Tempo     |
| 1. | Tadej Pogačar     | UAE Team Emirates  | 37h11m28s |
| 2. | Lennard Kämna     | Bora-Hansgrohe     | + 11s     |
| 3. | Jonas Vingegaard  | Jumbo-Visma        | + 39s     |
| 4. | Geraint Thomas    | Ineos Grenadiers   | + 1m17s   |
| 5. | Adam Yates        | Ineos Grenadiers   | + 1m25s   |
| 6. | David Gaudu       | Groupama-FDJ       | + 1m38s   |
| 7. | Romain Bardet     | Team DSM           | + 1m39s   |
| 8. | Thomas Pidcock    | Ineos Grenadiers   | + 1m46s   |
| 9. | Enric Mas         | Movistar Team      | + 1m50s   |
| 10. | Luis León Sánchez | Bahrain Victorious | + 1m50s   |

### Classificação por pontos(Maillot Vert)
| Classificação por pontos | Classificação por pontos | Classificação por pontos | Classificação por pontos | Classificação por pontos |
| Ciclista                 | Ciclista                 | Equipe                   | Pontos                   |                          |
| ------------------------ | ------------------------ | ------------------------ | ------------------------ | ------------------------ |
| 1.                       | Wout van Aert            | Jumbo-Visma              | 284 pts                  |                          |
| 2.                       | Fabio Jakobsen           | Quick-Step Alpha Vinyl   | 149 pts                  |                          |
| 3.                       | Tadej Pogačar            | UAE Team Emirates        | 139 pts                  |                          |
| 4.                       | Magnus Cort              | EF Education-EasyPost    | 129 pts                  |                          |
| 5.                       | Christophe Laporte       | Jumbo-Visma              | 114 pts                  |                          |
| 6.                       | Jasper Philipsen         | Alpecin-Deceuninck       | 102 pts                  |                          |
| 7.                       | Peter Sagan              | TotalEnergies            | 86 pts                   |                          |
| 8.                       | Simon Clarke             | Israel-Premier Tech      | 72 pts                   |                          |
| 9.                       | Michael Matthews         | BikeExchange-Jayco       | 68 pts                   |                          |
| 10.                      | Jonas Vingegaard         | Jumbo-Visma              | 66 pts                   |                          |

### Classificação da montanha(Maillot à Pois Rouges)
| Classificação da montanha | Classificação da montanha | Classificação da montanha | Classificação da montanha | Classificação da montanha |
| Ciclista                  | Ciclista                  | Equipe                    | Pontos                    |                           |
| ------------------------- | ------------------------- | ------------------------- | ------------------------- | ------------------------- |
| 1.                        | Simon Geschke             | Cofidis                   | 19 pts                    |                           |
| 2.                        | Bob Jungels               | AG2R Citroën Team         | 18 pts                    |                           |
| 3.                        | Thibaut Pinot             | Groupama-FDJ              | 14 pts                    |                           |
| 4.                        | Magnus Cort               | EF Education-EasyPost     | 11 pts                    |                           |
| 5.                        | Tadej Pogačar             | UAE Team Emirates         | 10 pts                    |                           |
| 6.                        | Pierre Latour             | TotalEnergies             | 8 pts                     |                           |
| 7.                        | Jonas Vingegaard          | Jumbo-Visma               | 8 pts                     |                           |
| 8.                        | Carlos Verona             | Movistar Team             | 7 pts                     |                           |
| 9.                        | Lennard Kämna             | Bora-Hansgrohe            | 6 pts                     |                           |
| 10.                       | Primož Roglič             | Jumbo-Visma               | 6 pts                     |                           |

### Classificação do melhor jovem(Maillot Blanc)
| Classificação dos jovens | Classificação dos jovens | Classificação dos jovens           | Classificação dos jovens | Classificação dos jovens |
| Ciclista                 | Ciclista                 | Equipe                             | Tempo                    |                          |
| ------------------------ | ------------------------ | ---------------------------------- | ------------------------ | ------------------------ |
| 1.                       | Tadej Pogačar            | UAE Team Emirates                  | 37h11m28s                |                          |
| 2.                       | Thomas Pidcock           | Ineos Grenadiers                   | + 1m46s                  |                          |
| 3.                       | Brandon McNulty          | UAE Team Emirates                  | + 7m36s                  |                          |
| 4.                       | Matteo Jorgenson         | Movistar Team                      | + 19m22s                 |                          |
| 5.                       | Andreas Leknessund       | Team DSM                           | + 21m29s                 |                          |
| 6.                       | Kevin Geniets            | Groupama-FDJ                       | + 34m14s                 |                          |
| 7.                       | Georg Zimmermann         | Intermarché-Wanty-Gobert Matériaux | + 34m35s                 |                          |
| 8.                       | Fred Wright              | Bahrain Victorious                 | + 44m28s                 |                          |
| 9.                       | Michael Storer           | Groupama-FDJ                       | + 49m01s                 |                          |
| 10.                      | Matis Louvel             | Arkéa-Samsic                       | + 54m58s                 |                          |

### Classificação por equipas(Classement par Équipe)
| Classificação por equipes | Classificação por equipes | Classificação por equipes | Classificação por equipes |
| Equipe                    | Equipe                    | Tempo                     |                           |
| ------------------------- | ------------------------- | ------------------------- | ------------------------- |
| 1.                        | Ineos Grenadiers          | 11h29m14s                 |                           |
| 2.                        | Jumbo-Visma               | + 9m48s                   |                           |
| 3.                        | Bora-Hansgrohe            | + 13m09s                  |                           |
| 4.                        | UAE Team Emirates         | + 19m55s                  |                           |
| 5.                        | Groupama-FDJ              | + 20m00s                  |                           |
| 6.                        | Bahrain Victorious        | + 22m48s                  |                           |
| 7.                        | EF Education-EasyPost     | + 27m44s                  |                           |
| 8.                        | Movistar Team             | + 38m54s                  |                           |
| 9.                        | Arkéa-Samsic              | + 40m46s                  |                           |
| 10.                       | Cofidis                   | + 41m28s                  |                           |

## Abandonos
Ben O'Connor, com uma lesão no glúteo, e Alexis Vuillermoz, com uma infecção cutánea, não tomaram a saída. Também não fizeram-no Luke Durbridge e George Bennett depois de dar positivo em COVID-19.